# Seminellogon cerroazulensus
Seminellogon cerroazulensus är en mångfotingart som beskrevs av Hoffman 1954. Seminellogon cerroazulensus ingår i släktet Seminellogon och familjen Aphelidesmidae. Inga underarter finns listade i Catalogue of Life.